# Incêndios na ilha da Madeira em agosto de 2024
Os incêndios na ilha da Madeira em agosto de 2024 foram um conjunto de incêndios que deflagraram inicialmente na Serra de Água, na Ilha da Madeira, a 14 de agosto de 2024, expandindo-se para pelo menos cinco concelhos, destruindo áreas florestais e rurais. Após uma semana, os incêndios continuam ativos, afectando sobretudo o Curral das Freiras e o Maciço Montanhoso Central, atingindo a floresta laurissilva, património mundial da UNESCO.
Foram afectados os concelhos da Ribeira Brava, Câmara de Lobos, Ponta do Sol, São Vicente e Santana. pela meia noite de 20 para 21 de agosto, o fogo atingiu o cume do pico mais alto da ilha, o Pico Ruivo, estando também a lavrar em áreas de floresta laurissilva do Lombo do Urzal, na freguesia da Boaventura, em São Vicente. Os Planos Municipais de Emergência foram ativados nos concelhos de Ribeira Brava, Câmara de Lobos e Ponta do Sol.
No início do dia 21 de agosto, haviam ardido já 8 162 hectares, constituindo 14% do total da área florestal da ilha, sendo o pior incêndio dos últimos 14 anos e o segundo pior dos últimos 25 anos.
A 20 de agosto três bombeiros tiveram de ser assistidos, dois dos Açores e um de Portugal continental, sendo dois encaminhados para o hospital por "sintomas relacionados com mal-estar e indisposição".

## Antecedentes
A 14 de Agosto, a ilha da Madeira encontrava-se sob o efeito de uma massa de ar tropical, quente e seca, estando sob aviso amarelo de tempo quente, pelo Instituto Português do Mar e da Atmosfera, elevado a laranja para a costa sul e regiões montanhosas a partir de 16 de agosto. A Capitania do Porto do Funchal emitira um aviso de vento forte de nor-nordeste fresco a muito fresco, tendendo a piorar durante a tarde, válido até às 18:00 de 15 de agosto. O tempo quente, com temperaturas a variar entre os 27 e os 31 graus centígrados, o vento forte e a baixa humidade, inferior a 30%, levaram a que o Serviço Regional de Protecção Civil da Madeira emitisse no final do dia várias recomendações à população devido ao elevado risco de incêndio em áreas rurais.

## Causas
São desconhecidas as causas que originaram o incêndio inicial na Serra de Água pelas 8 da manhã de 14 de agosto, encontrando-se o caso sob investigação da Polícia Judiciária. Informações iniciais sobre um foguete no âmbito das festas de Nossa Senhora da Ajuda, padroeira da freguesia, que teria causado o incêndio, não foram confirmadas pelo Comandante Operacional Regional, Marco Lobato, e pela presidente da Junta de Freguesia da Serra de Água, Albertina Ferreira, uma vez que a girândola de fogos do meio-dia havia sido cancelada e não haviam sido lançados foguetes.
O calor, com temperaturas em torno dos 30 graus centígrados, e os ventos fortes, com rajadas de 70 quilómetros por hora, ajudaram à propagação do fogo pelas montanhas arborizadas da ilha.
A falta de limpeza dos terrenos foi apontada como um dos factores que potenciaram o rápido alastramento do incêndio no Jardim da Serra.

## Evolução

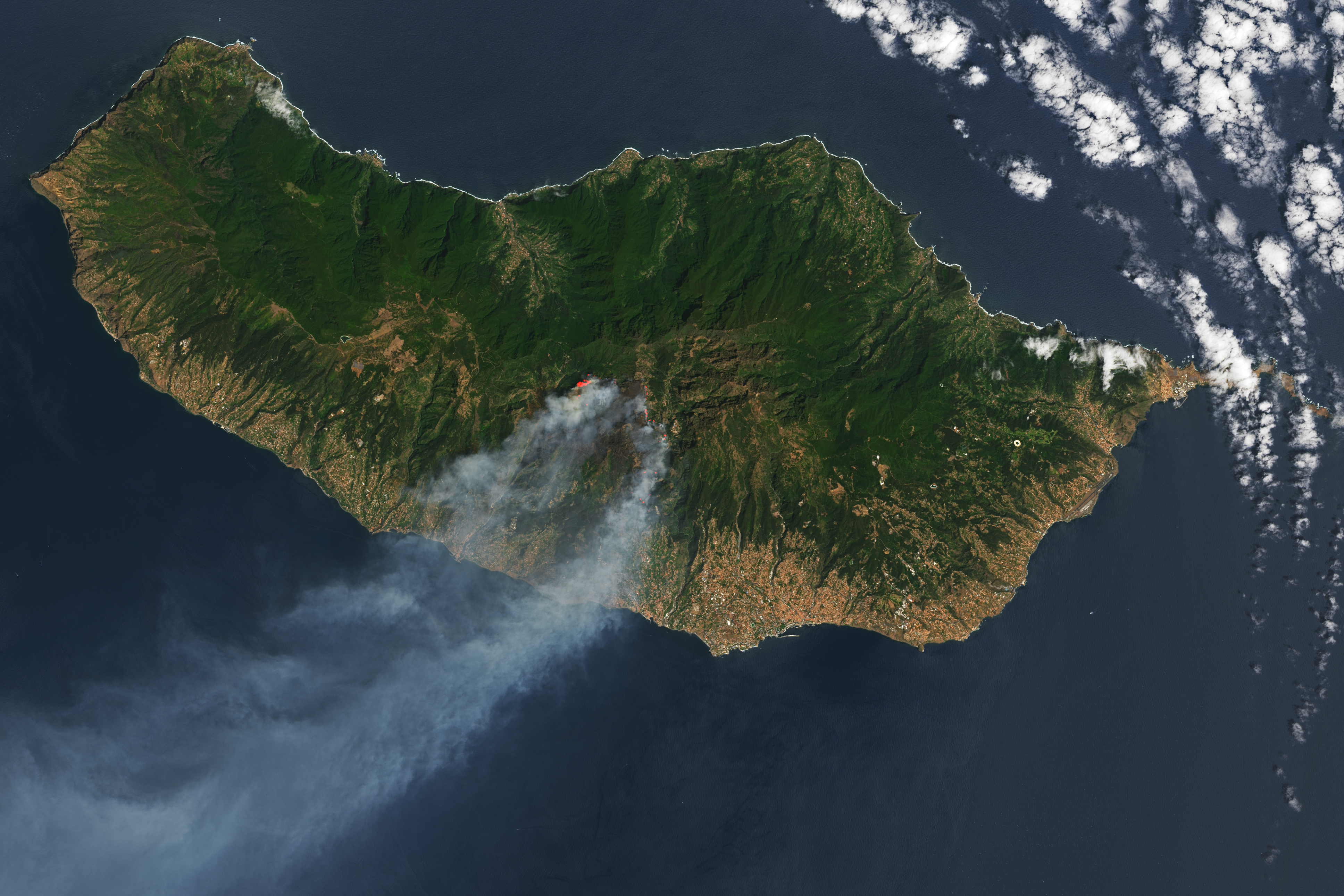
Incêndios na Madeira a 17 de agosto vistos do espaço pelo satélite Landsat 8, imagem do dia do NASA Earth Observatory a 21 de agosto de 2024

O fogo teve início na manhã de 14 de agosto numa encosta íngreme da freguesia da Serra de Água, sendo inicialmente combatido por seis elementos dos Bombeiros Mistos da Ribeira Brava e Ponta do Sol com o apoio de uma viatura pesada de combate a incêndios, e pelo helicóptero multimissão do Serviço Regional de Protecção Civil (SRPC), com o forte vento a dificultar o combate.
A 15 de agosto, o fogo era combatido por 15 bombeiros, dez dos quais dos Bombeiros Mistos da Ribeira Brava e Ponta do Sol, e cinco dos Bombeiros Voluntários Madeirenses, acompanhados de quatro viaturas de combate a incêndios, além de 10 elementos da equipa helitransportada e do meio aéreo do SRPC. Durante a tarde os meios foram reforçados, com 21 operacionais das duas corporações já no terreno e dos Bombeiros Voluntários de Câmara de Lobos, apoiados por cinco viaturas de combate a incêndios e uma viatura de comando.
A 17 de agosto, estavam no terreno um total de 56 operacionais dos Bombeiros Voluntários de Câmara de Lobos, Bombeiros Sapadores do Funchal, Bombeiros Voluntários Madeirenses, Bombeiros Mistos da Ribeira Brava e Ponta do Sol, Bombeiros Sapadores de Santa Cruz e Bombeiros Municipais de Machico, encontrando-se também elementos do Comando Regional de Operações de Socorro (CROA) e a Unidade Móvel de Telecomunicações e Emergência do SRPC.
A dimensão, intensidade e impacto do incêndio levaram a que a 21 de agosto, uma imagem proveniente do OLI (Operational Land Imager) do satélite Landsat 8, fosse escolhida como imagem do dia do NASA Earth Observatory, retratando a situação dos fogos a 17 de agosto de 2024 quando o incêndio se desenvolvia em três frentes.
Pelas 22:00 de 22 de agosto, o incêndio continuava ativo em duas frentes, uma no Maciço Montanhoso Central,  em particular no Pico Ruivo e Pico do Gato, e outra na Ponta do Sol, na zona da Lombada, estando mobilizados mais de 120 operacionais e mais de uma dezena de meios, de todos os corpos de bombeiros da região autónoma, assim como dos Bombeiros dos Açores e da Força Especial de Protecção Civil.
Os Canadair CL-415 da Força Aérea de Espanha entraram em acção pela primeira vez neste dia, concentrando o combate no Maciço Montanhoso Central, efectuando 8 descargas, com efeitos positivos na redução da intensidade do fogo. O helicóptero realizou 35 descargas nas duas frentes activas, focando-se nas áreas de mais difícil acesso e de maior risco de propagação.

### Municípios afetados

#### Ribeira Brava
O fogo teve início na manhã de 14 de agosto numa zona de difícil acesso, numa área de mato numa encosta íngreme da freguesia da Serra de Água, com o forte vento a dificultar o combate.
Pelas 13:45 da tarde existiam duas frentes activas, combatidas pelos Bombeiros Mistos da Ribeira Brava e Ponta do Sol. O meio aéreo encontrava-se a operar, tendo efectuado já cinco descargas de água, com a operação a ser dificultada pelo vento.
Antes das 17:45 da tarde, o meio aéreo teve a missão abortada, devido à falta de condições pelo vento forte que se fazia sentir.
A 15 de agosto o incêndio havia se propagado ao Espigão e à Trompica, com uma só frente activa. Durante a tarde o número de operacionais e os meios de combate foram reforçados, sendo fechada ao trânsito a estrada do Espigão devido à probabilidade de queda de pedras, assim como o percurso pedestre classificado P12- Caminho Real da Encumeada. Pelas 16:30 da tarde, com o incêndio a lavrar em duas frentes, a operação do meio aéreo foi novamente abortada devido ao vento.
A 16 de agosto, a frente ativa no conselho da Ribeira Brava foi considerada contida, lavrando em zonas inacessíveis da Trompica e Lugar da Serra.
A 17 de agosto, os habitantes do Lombo do Moleiro, na Serra de Água, foram evacuados para o pavilhão da Ribeira Brava. Na noite desse dia, a Estalagem da Encumeada, no cimo da Serra de Água, foi evacuada por precaução devido à aproximação do incêndio, sendo retiradas 150 pessoas dessa unidade hoteleira. A evacuação fez-se pelo lado de São Vicente, uma vez que a Estrada Regional encontrava-se encerrada na direcção do centro da freguesia.
A 18 de agosto, encontravam-se encerradas as estradas de acesso a São Vicente, incluindo a Via Expresso e o Túnel da Encumeada e a Estrada Regional da Encumeada.
Os moradores da Furna, na freguesia da Ribeira Brava, foram evacuados, tendo já regressado a casa a 20 de agosto.
A autarquia ativou o Plano Municipal de Emergência.
A 22 de agosto, os incêndios levaram ao corte de água nos sítios da Apresentação, Pomar da Rocha, Achada e Furna, na Ribeira Brava, devido à entrada de cinzas e terra nos tanques de abastecimento.

#### Câmara de Lobos

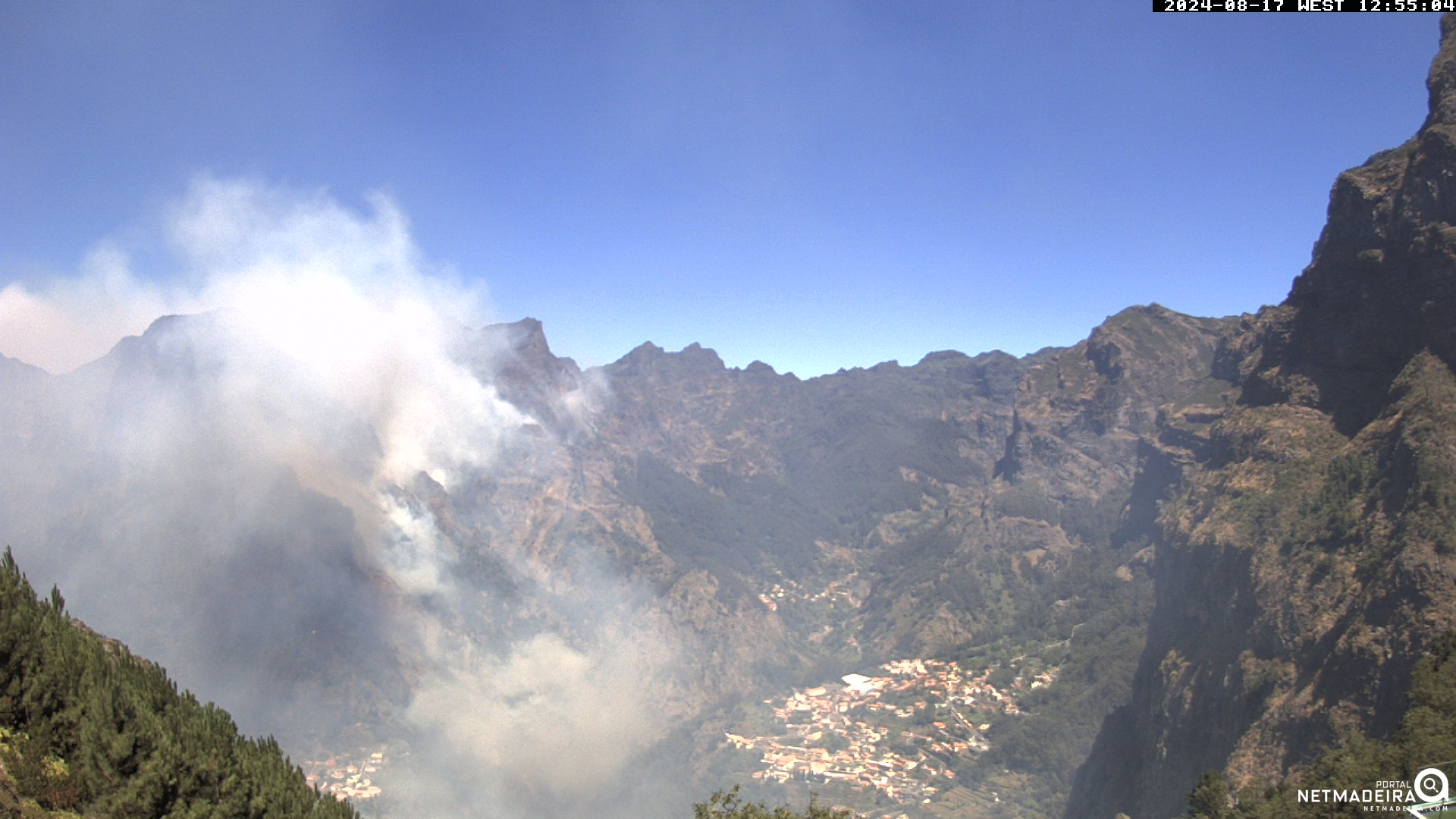
Situação do incêndio no Curral das Freiras às 12.55 do dia 17 de agosto

No concelho de Câmara de Lobos as freguesias do Jardim da Serra e Curral das Freiras foram fortemente atingidas.
Ao início da tarde de 16 de agosto, o fogo atingiu o Curral das Freiras, lavrando nos picos mais altos da parte ocidental da freguesia, sendo considerado contido na Boca da Corrida.
Na madrugada de 17 de agosto, o fogo colocou em risco as áreas da Seara Velha e Terra Chã de Cima, levando à evacuação de mais de 50 residentes das suas habitações por segurança e precaução, levada a cabo pelo Serviço Municipal de Proteção Civil de Câmara de Lobos, com duas frentes ativas, sendo encerrada a única estrada de acesso à freguesia.
No mesmo dia, o fogo ameaçou casas na zona da Corrida, no Jardim da Serra, tendo alastrado da Boca da Corrida para a Boca dos Namorados, seguindo em direcção ao centro da freguesia. Na tarde desse dia, com as chamas a se aproximar, foi dada ordem de evacuação aos cerca de 60 moradores da Fajã das Galinhas, localidade da freguesia do Estreito de Câmara de Lobos a sul da Boca dos Namorados. Outras informações deram conta da evacuação de 120 moradores desta localidade, não se prevendo o regresso às suas casas antes de duas semanas devido à falta de condições para o trânsito na única estrada de acesso à localidade, causadas por múltiplas quebradas e queda árvores e detritos.
A 18 de agosto, encontrava-se encerrada a estrada de acesso ao Curral das Freiras, excepto para residentes. No final da tarde desse dia, o fogo foi dado como controlado neste local.
Ao início da noite de 19 de agosto, o fogo havia-se descontrolado novamente em locais de difícil acesso, descendo a encosta em direcção às habitações.
A 20 de agosto, os acessos à freguesia encontravam-se normalizados, incluindo o acesso à Fajã dos Cardos, no Curral de Cima, com o incêndio a lavrar nas montanhas, longe das habitações. No final do dia a situação havia se deteriorado novamente, com a localidade da Fajã dos Cardos a ser a que inspirava mais preocupação, estando o incêndio muito ativo no Caldeirão do Urzal.
A autarquia ativou o Plano Municipal de Emergência.

#### Ponta do Sol
A 15 de agosto, as cinzas provenientes do incêndio que lavrava no vizinho concelho da Ribeira Brava cobriram partes da praia da Ponta do Sol.
Na Ponta do Sol, a 20 de agosto o fogo havia descido da Bica da Cana, no Paul da Serra, para a ribeira da Ponta do Sol, lavrando em áreas de difícil acesso.
A 20 de agosto, a autarquia ativou o Plano Municipal de Emergência.
No final do dia 21 de agosto, cerca de 100 homens, apoiados por cinco meios pesados e dois ligeiros, continuavam a combater o incêndio na localidade da Quinta, na Lombada, já perto das habitações, com a Levada Nova e a Levada do Moinho encerradas devido à queda de pedras. Segundo Célia Pessegueiro, presidente da câmara da Ponta do Sol, a ausência do meio aéreo fez toda a diferença na evolução do fogo, permitindo que se propagasse ao longo das margens da ribeira da Ponta do Sol.
Pelas 22:00 de 22 de agosto, o incêndio continuava ativo na zona da Lombada. Neste concelho surgiu durante a tarde um novo foco, alegadamente por fogo posto, mantendo-se o incêndio confinado às zonas altas, longe de áreas habitacionais.

#### São Vicente
Pouco depois das 23h30 de 20 de agosto, as labaredas eram visíveis nos picos mais altos da cabeceira do Lombo do Urzal, na freguesia da Boaventura, em São Vicente, lavrando já em áreas de floresta laurissilva.

#### Santana
Pouco antes da meia noite de 21 de agosto, Márcio Dinarte Fernandes, presidente da Câmara Municipal de Santana, confirmou que o fogo havia atingido o cume do Pico Ruivo, o mais alto da ilha, obrigando à evacuação da equipa de bombeiros que lá se encontrava, assim como do vigia da casa de abrigo, retirando para a Achada do Teixeira.
Ao longo desse dia, a Câmara Municipal de Santana encerrou ao trânsito automóvel e pedonal os acessos ao Parque das Queimadas, à Levada do Rei e Cascalho, na freguesia de São Jorge, e ao Vale da Lapa, na freguesia da Ilha, devido aos incêndios que grassavam nas partes mais altas do concelho.

## Ajuda nacional e internacional
A 17 de agosto, chegou à região um primeiro contingente da Autoridade Nacional de Emergência e Proteção Civil (ANEPC) com 76 elementos.
A 21 de agosto, a ANEPC anunciou o reforço com mais 60 elementos visando o combate ao incêndio, deslocados a partir do Continente num avião KC-390 da Força Aérea, liderado pelo 2.º comandante sub-regional do Oeste, Rodolfo Batista. Integram também este contingente 29 bombeiros da Força Especial de Proteção Civil (FEPC), 15 bombeiros voluntários da região da Grande Lisboa e 15 militares da Unidade de Emergência de Proteção e Socorro (UEPS) da GNR. O contingente inicial desta força, com 45 operacionais, aterrou ao início da tarde no Aeroporto da Madeira, transportados pelo avião militar Hércules C-130.
No mesmo dia, o Governo Regional confirmou ter ativado o Mecanismo Europeu de Protecção Civil, permitindo o envio de dois aviões Canadair CL-415 da Força Aérea de Espanha, provenientes de Málaga, cuja chegada ocorreu a 22 de agosto. Cada um destes aviões tem capacidade para recolher 6000 litros em 12 segundos, sendo a primeira vez que a região autónoma contou com o auxílio deste tipo de meio aéreo no combate aos incêndios. Os aviões entraram em acção nesse mesmo dia, concentrando o combate na Cordilheira Central, efectuando 8 descargas, com efeitos positivos na redução da intensidade do fogo.

## Impacto
No início do dia 21 de agosto, haviam ardido já 8 162 hectares, constituindo 14% do total da área florestal da ilha, sendo o pior incêndio dos últimos 14 anos e o segundo pior dos últimos 25 anos. Segundo António Nunes, presidente do Serviço Regional de Proteção Civil, a área real será de 4 392 hectares ardidos até às 12h00 do dia 20 de agosto, citando dados do Sistema Europeu de Informação sobre Incêndios Florestais (Copernicus). Segundo o mesmo responsável, a diferença nas estimativas de área ardida deve-se a algumas medições estarem a ser feitas pelos limites exteriores, ignorando as bolsas de vegetação não queimada que se encontram no interior.
O mesmo sistema, usando os satélites Aqua e Terra, detectou nesse dia mais de 5 700 hectares de área queimada, constituída sobretudo por bosques, matagais e floresta de folha larga.
A 19 de agosto, cerca de 160 pessoas haviam sido evacuadas. Após a primeira semana, haviam abandonado as suas habitações cerca de 200 pessoas, tendo a maioria a elas regressado a 21 de agosto, com a excepção da população da Fajã das Galinhas.
No final do dia 22 de agosto, a área ardida havia sido actualizada para 5.002,4 hectares, usando como fonte o Sistema Europeu de Informação sobre Incêndios Florestais.

### Floresta endémica
Embora os comunicados oficiais do Governo Regional da Madeira afirmassem que a floresta húmida laurissilva, localizada sobretudo no norte da ilha, estaria a salvo do incêndio, investigadores acreditam que ecossistemas importantes foram já atingidos, com risco de desaparecimento de espécies ainda não descritas pela ciência. A floresta comporta com dezenas de espécies endémicas, estando classificada como Património Mundial Natural da UNESCO e Reserva da Biosfera, sendo o último exemplar com alguma escala de um ecossistema característico da zona do Sul da Europa e Mediterrâneo há três milhões de anos. A laurissilva tem importância fundamental para a Madeira, tanto ao nível da biodiversidade, na atracção de grande quantidade de turismo, como por ser um factor crucial no equilíbrio da ilha, na captação de água, no travamento da erosão e na diminuição de cheias catastróficas.
Segundo Raimundo Quintal, investigador reformado da Universidade de Lisboa, e geógrafo especializado em fitogeografia, conhecedor da flora endémica da ilha da Madeira, quando o incêndio chegou à Boca da Torrinha, a 20 de agosto, começando a descer para Boaventura pela vertente norte, no lado contrário ao Curral das Freiras, zonas de laurissilva foram atingidas.
De acordo com Miguel Sequeira, botânico e professor na Universidade da Madeira, conhecedor do território onde lavra o incêndio, muitos outros ecossistemas importantes já terão sido atravessados pelo fogo, incluindo várias pequenas manchas de laurissilva mediterrânica na vertente sul da Madeira, constituindo a chamada laurissilva do barbusano, cujas espécies de árvores dominantes estão adaptadas a um clima mais seco como o que ocorre nesta vertente, onde a pluviosidade é menor. Ao serem devastados por incêndios sucessivos com curtos intervalos de tempo, os ecossistemas não conseguem recuperar nem atingir o seu clímax, afectando o habitat de muitas espécies de animais, que na sua falta correm risco de desaparecer. Segundo o especialista, cinquenta por cento das 110 espécies vegetais endémicas da Madeira estão na zona sul, e não na laurissilva setentrional. Miguel Sequeira está atualmente a descrever dez espécies de plantas da Madeira que são novas para a ciência e acredita que há mais a descobrir que estão ameaçadas de extinção antes mesmo de serem descritas. Considera um "falhanço civilizacional" o facto de a sociedade não conseguir evitar os desastres ecológicos na Madeira.
A 22 de agosto, em entrevista à Rádio Renascença, Miguel Sequeira confirmou não só já terem ardido áreas de laurissilva, como zonas da Rede Natura 2000 e do Parque Natural da Madeira, cuja recuperação pode levar 180 anos, alertando para os fragmentos importantes de laurissilva existentes na encosta sul, e que terão desaparecido com os fogos dos vales da Ponta do Sol e Ribeira Brava e na zona do Curral das Freiras”.

### Repercussões políticas
A 22 de agosto, a delegação da Madeira do Sindicato de Jornalistas denunciou um clima de pressões e restrições prejudiciais à atividade dos jornalistas que fazem a cobertura dos incêndios na Madeira, estendendo-se aos responsáveis pelos órgãos de comunicação social que são pressionados a desmentir notícias que depois se confirmam como verdadeiras, dando como exemplo o desmentido da notícia publicada pelo Diário de Notícias sobre a vinda de dois aviões Canadair CL-415 da Força Aérea de Espanha, logo desmentida por fontes do Governo Regional , para ser confirmada duas horas depois pelo próprio presidente do Governo Regional, Miguel Albuquerque. Foi também denunciado o caso ocorrido a 17 de agosto, quando terá sido negado o acesso de jornalistas, operadores de imagem e fotojornalistas à freguesia do Curral das Freiras, com "indicações claras por parte da PSP para não permitir o acesso da Comunicação Social ao local. Segundo o sindicato, a mesma situação voltou a repetir-se na noite de 18 de agosto, na Fajã dos Cardos, quando as equipas de reportagem da RTP Madeira e da CNN Portugal foram obrigadas pela PSP a abandonar o local, sendo dada como justificação terem recebido ordens para "não deixar a comunicação social ficar no local, só os moradores". A equipa da CNN Portugal saiu escoltada pela PSP.